# Killing Floor (Howlin' Wolf)
Killing Floor è un brano musicale blues del 1964 scritto dal musicista Howlin' Wolf (alias Chester Arthur Burnett), considerato uno standard del genere. Il brano è stato reinterpretato da molti artisti ed è stato inserito nella Blues Foundation Hall of Fame.

## Il brano
Howlin' Wolf incise Killing Floor nel 1964 e pubblicò il brano come singolo (lato B Louise). Secondo il chitarrista blues Hubert Sumlin, a lungo collaboratore di Wolf, la canzone si riferirebbe ad una "burrascosa" relazione sentimentale: «"Down on the killing floor" – che significa che una donna ti ha steso, ha fatto di tutto per cercare di ucciderti. Lei è sul punto di farlo, e tu riesci ad andartene via... Sai, la gente vorrebbe essere morta - si sentono trattati così male che a volte vorrebbero solo dire: "Oh Signore, abbi pietà". Si preferisce essere sei metri sottoterra che sottomessi ad una donna del genere».
Killing Floor è stata inclusa in svariate raccolte di Howlin' Wolf, incluso l'album del 1966 The Real Folk Blues. Nel 1991, Killing Floor venne inserita nella Blues Hall of Fame nella categoria "Classics of Blues Recordings".

## Versione di Jimi Hendrix
Jimi Hendrix suonava spesso Killing Floor a inizio carriera, con Curtis Knight & The Squires nel 1965 e 1966. Poco tempo dopo l'arrivo in Inghilterra nel settembre 1966, Hendrix eseguì il brano quando conobbe i Cream. Killing Floor entrò quindi a far parte del repertorio dal vivo della neo formata Jimi Hendrix Experience. Spesso la canzone veniva eseguita come numero d'apertura, e Hendrix la suonava in tempo più veloce, e con differente chitarra ritmica e linea di basso. Alcune versioni sono state incluse nel cofanetto The Jimi Hendrix Experience, e negli album BBC Sessions, Jimi Plays Monterey, e Live at Monterey.

## Versione dei Led Zeppelin
I Led Zeppelin suonavano dal vivo Killing Floor nel 1968 e 1969, e la traccia divenne la base per la loro composizione The Lemon Song. In alcune delle prime copie dell'album Led Zeppelin II uscite sul mercato britannico, detta canzone era indicata come Killing Floor ed era accreditata a Chester Burnett (alias Howlin' Wolf). La versione dei Led Zeppelin è in tempo più lento (fino al bridge) e con testo differente. Dopo una causa legale da parte del management di Howlin' Wolf, il suo nome è stato aggiunto ai crediti di The Lemon Song.

## Altre cover
The Electric Flag, gruppo blues-rock del chitarrista Mike Bloomfield, incisero la canzone per inserirla nel disco del 1968 A Long Time Comin'. Nel 1969, Albert King inserì la sua interpretazione nell'album Years Gone By. Hubert Sumlin eseguì Killing Floor con Eric Clapton, Jimmie Vaughan, e Robert Cray durante i Crossroads Guitar Festival del 2004, 2007 e 2010. Joe Bonamassa dal vivo sull'album Muddy Wolf at Red Rocks del 2015.
Slash rilasciò una cover del brano per il proprio secondo album Orgy Of The Damned l'8 marzo 2024 con la partecipazione vocale di Brian Johnson e all'armonica Steven Tyler. Il chitarrista dei Guns N' Roses ha affermato che è uno dei suoi riff blues preferiti e che da tempo voleva realizzare una cover.